# Bieber Cabriolet

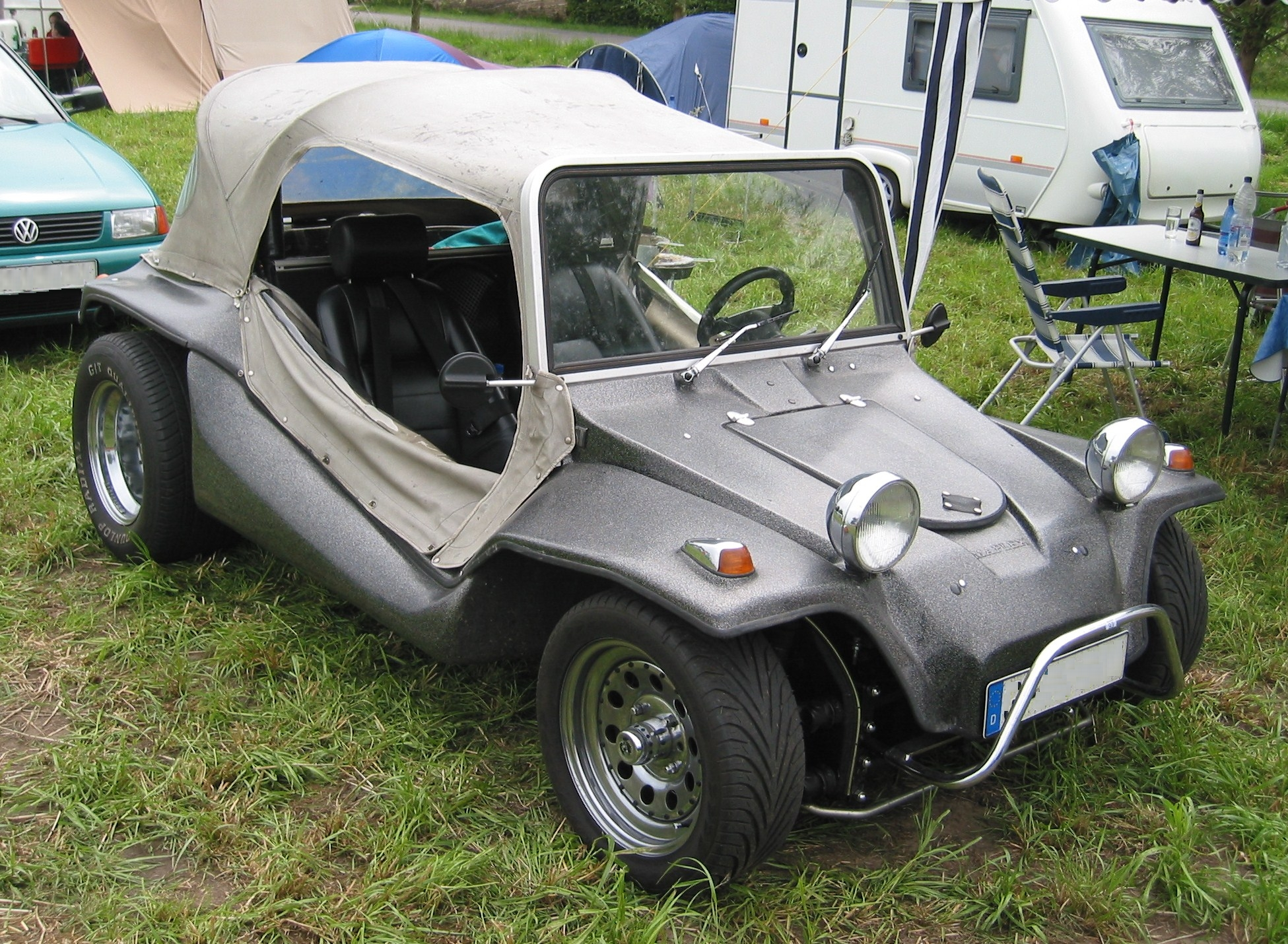
Bieber Maplex

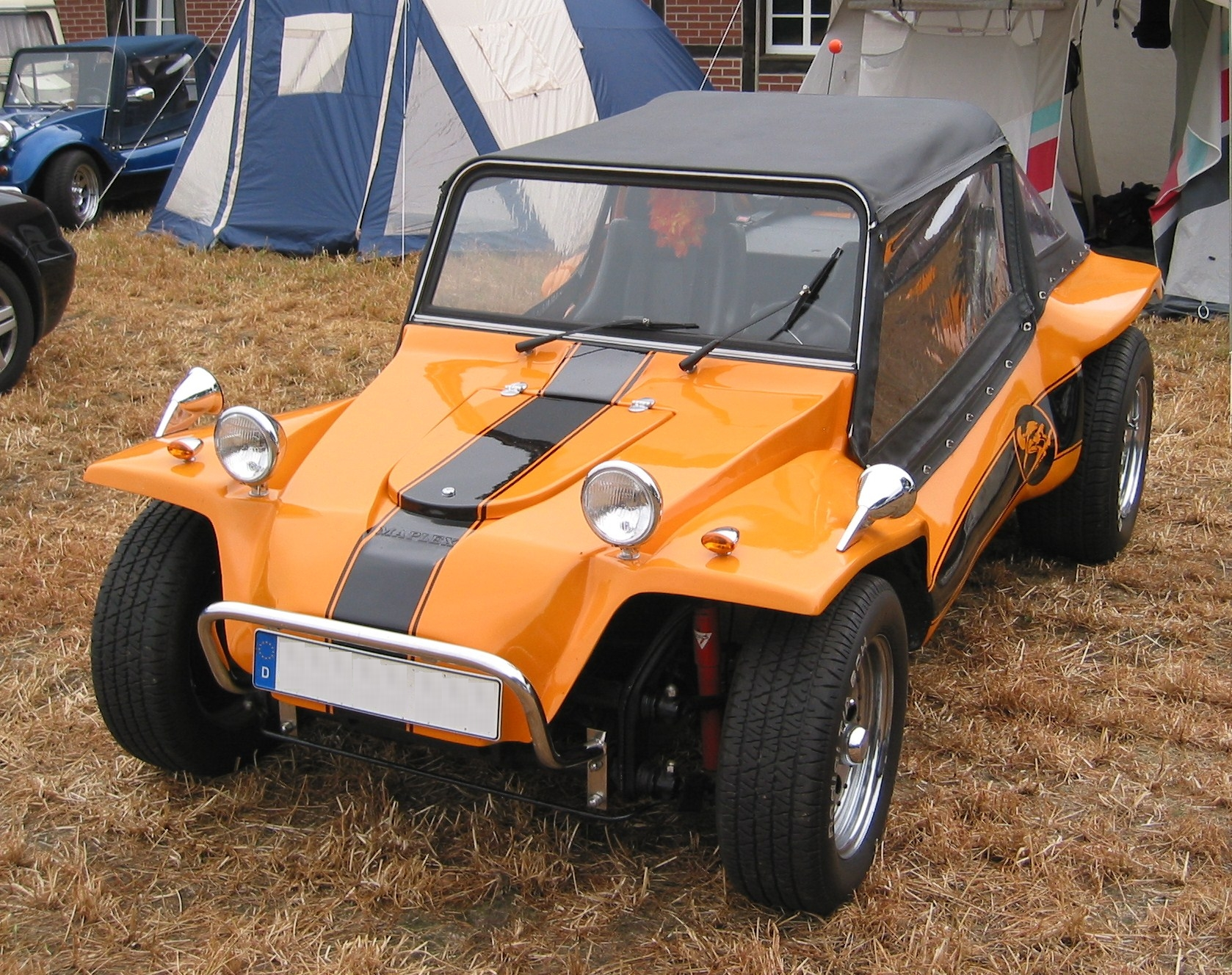
Bieber Maplex

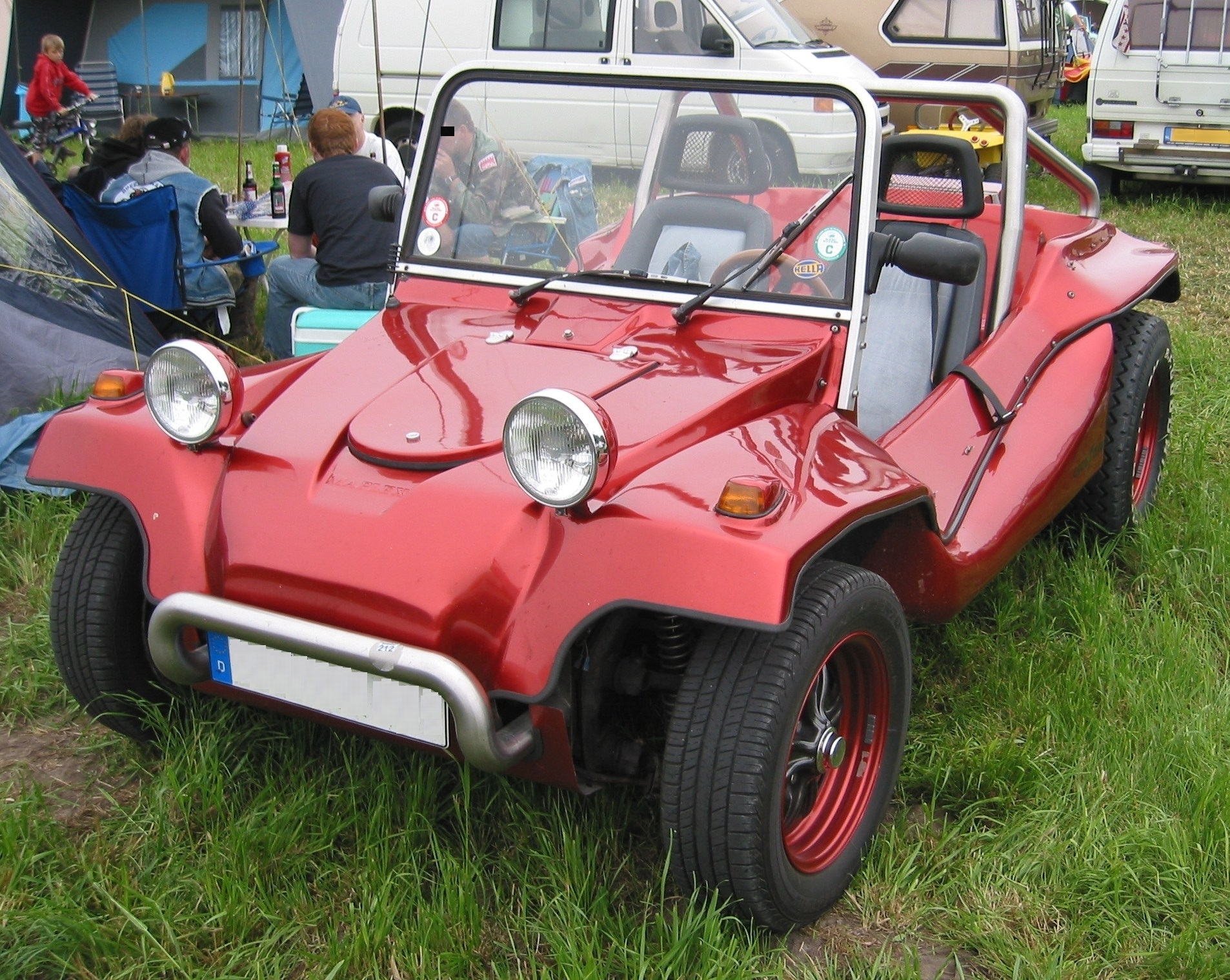
Bieber Maplex

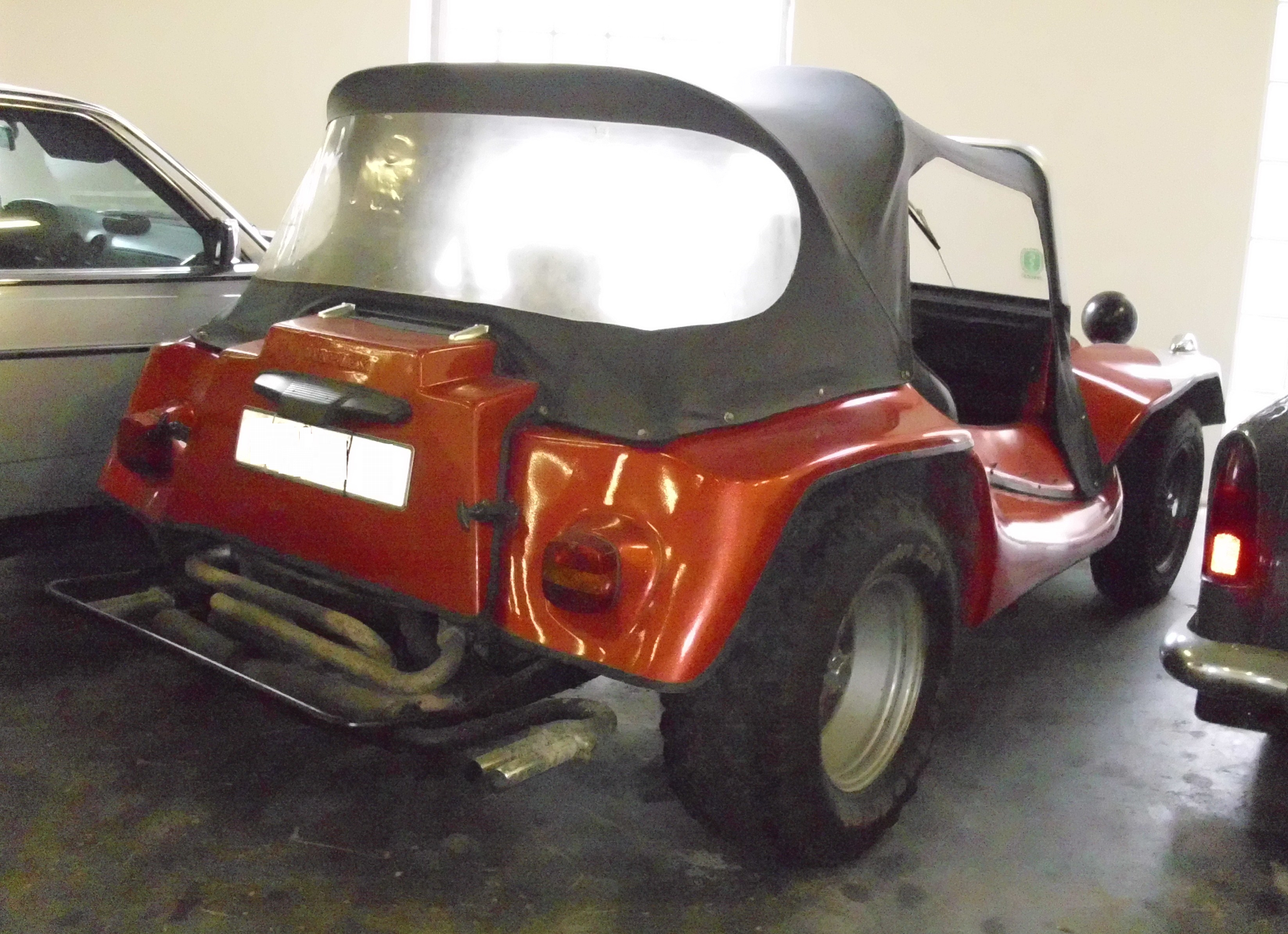
Bieber Maplex (Heckansicht)

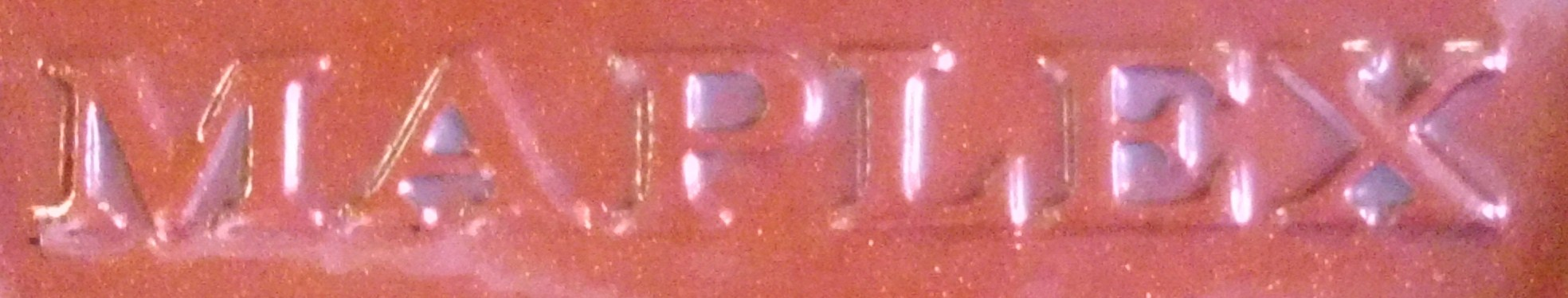
Schriftzug Maplex

Bieber Cabriolet GmbH, zuvor Buggy-Center Bieber KG, war ein deutscher Hersteller von Automobilen.

## Unternehmensgeschichte
Das Unternehmen Buggy-Center Bieber KG hatte seinen Firmensitz zunächst an der Veilchenstraße 27 in Wuppertal. Etwa 1970 begann die Produktion von Automobilen. Der Markenname lautete Bieber. Ab 1990 lautete die Firma Bieber Cabriolet GmbH und der Standort Bahnhofstraße 20 in Borken. Das Tätigkeitsfeld war nun der Umbau von geschlossenen Fahrzeugen in Cabriolets. Ab Mitte 1991 war das Unternehmen am Landwehr 62 in Borken ansässig. 1995 folgten Umbauten von Limousinen in Kombis. Der letzte Eintrag in den Autokatalogen war im Modelljahr 1999.

## Fahrzeuge
Im Angebot standen zunächst Buggies. Das erste Modell war der Dingo. Später folgten Maplex, Optimist und Speedster. Daneben gab es den Condor, ein offenes Fahrzeug im Stile der 1930er Jahre. Basis der Fahrzeuge war das Fahrgestell des VW Käfers, das für manche Modelle gekürzt wurde. Für den Antrieb sorgte ein luftgekühlter Vierzylinder-Boxermotor.
Zu den Fahrzeugmodellen, die zu Cabriolets umgebaut wurden, zählten VW Käfer, Golf, Scirocco und Polo, Opel Kadett D und Calibra, Ford Fiesta sowie Porsche 924 und 944. Die Vario-Top genannten Kombiumbausätze wurden in den Modelljahren 1996 und 1997 angeboten und passten für den Seat Toledo und Volvo 440. Der Neupreis betrug zwischen 4000 und 4500 DM.

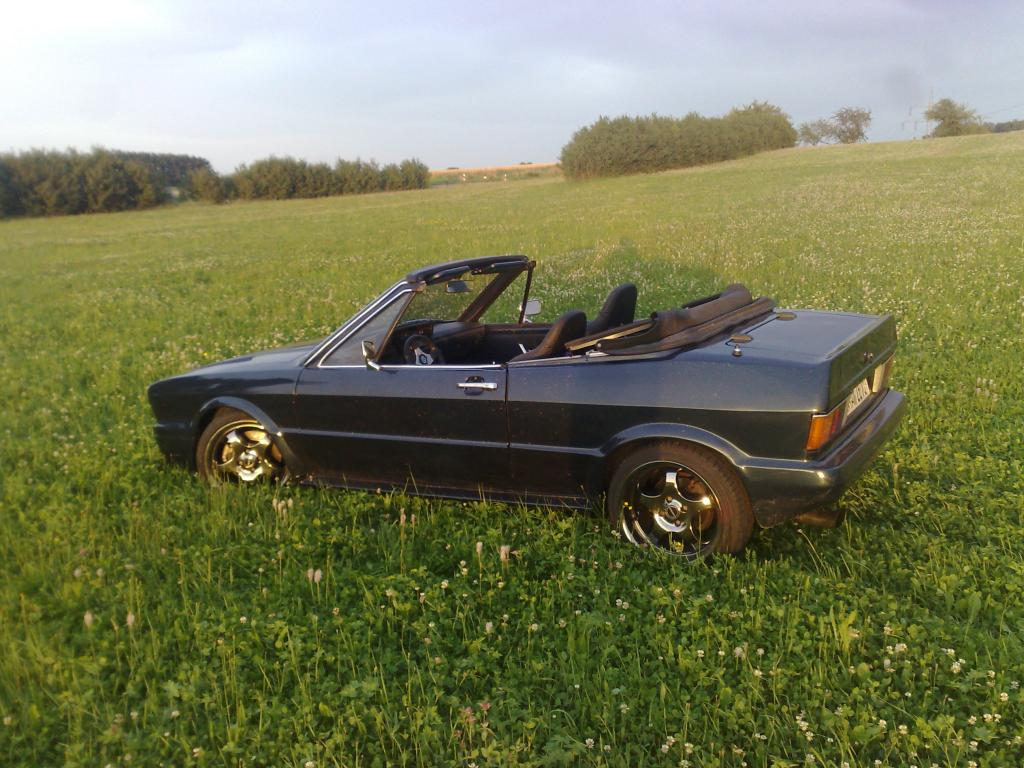
VW Scirocco I
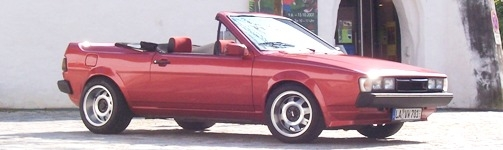
VW Scirocco II
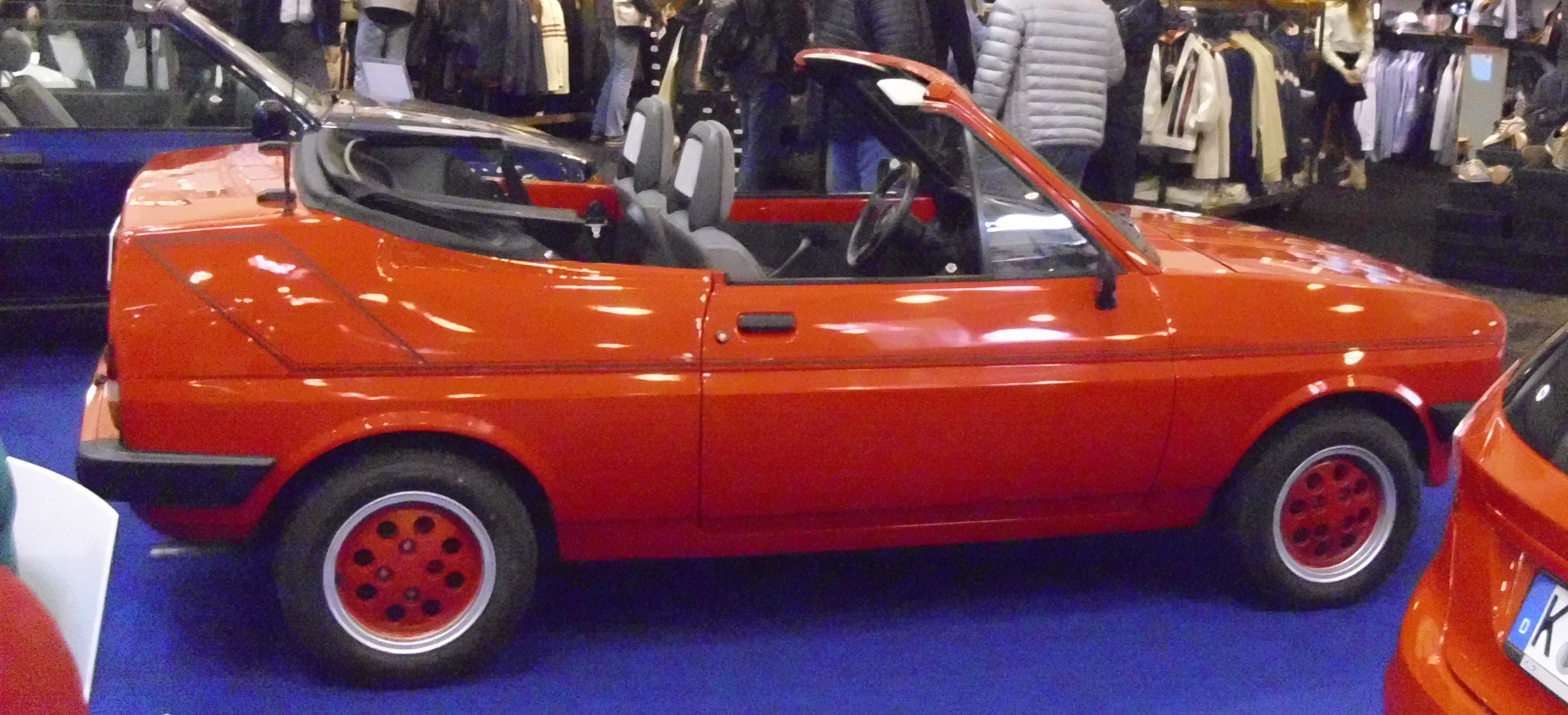
Ford Fiesta von 1982